# Eustroma chlorovenosata
Eustroma chlorovenosata là một loài bướm đêm trong họ Geometridae.